# Curt Courant
Curt Courant, ou Curtis Courant, est un directeur de la photographie d'origine allemande, né le 11 mai 1899 à Berlin, mort le 20 avril 1968 à Los Angeles (Californie).

## Biographie
En 40 ans de carrière, il a travaillé notamment avec Fritz Lang, Alfred Hitchcock, Jean Renoir, Charlie Chaplin...

## Jean Renoir,La Bête humaineet Curt Courant
« Dans La Bête humaine, le tournage des plans de Gabin et de Carette sur une vraie locomotive donna d'excellents résultats. [...] Les opérateurs étaient Curt Courant et mon neveu Claude Renoir. Curt Courant était un petit homme sec et léger, un vrai poids-plume. Il risquait constamment d'être enlevé par le vent qui soufflait en diable sur ce studio roulant. Dans plusieurs prises de vues, je dus le prendre dans mes bras pour qu'il ne soit pas balayé par le courant d'air. »

— Jean Renoir, Ma vie et mes films, 1974

## Filmographie partielle
- 1917 : Hilde Warren et la Mort (Hilde Warren und der Tod) de Joe May
- 1920 : Die Fee von Saint Ménard
- 1921 : Die Fremde aus der Elstergasse d'Alfred Tostary
- 1922 : Pierre le Grand (Peter der Große) de Dimitri Buchowetzki
- 1923 : Das Paradies im Schnee
- 1924 : Komödianten des Lebens
- 1924 : Zwei Kinder
- 1925 : Ich liebe dich
- 1925 : Quo Vadis ?
- 1925 : Die Insel der Träume
- 1925 : Liebesfeuer
- 1926 : Les Frères Schellenberg
- 1926 : Die Fahrt ins Abenteuer
- 1926 : Wehe wenn sie losgelassen
- 1926 : Die Kleine vom Varieté
- 1926 : Die Welt will belogen sein
- 1926 : Gräfin Plättmamsell
- 1926 : Die Flucht in die Nacht
- 1927 : Csárdáskirálynö
- 1927 : Der fesche Erzherzog
- 1927 : Die Czardasfürstin
- 1927 : Der Kampf des Donald Westhof
- 1927 : Familientag im Hause Prellstein
- 1928 : Schuldig
- 1928 : Shéhérazade (Geheimnisse des Orients)
- 1928 : Hurrah! Ich lebe!
- 1929 : Das brennende Herz
- 1929 : L'Énigme (Die Frau, nach der Man sich sehnt), de Curtis Bernhardt
- 1929 : La Femme sur la Lune (Frau im Mond), de Fritz Lang
- 1930 : L'Homme qui assassina
- 1930 : Le Roi de Paris (Der König von Paris), de Leo Mittler
- 1930 : Le Diable blanc (Der weiße Teufel)
- 1930 : Die singende Stadt
- 1930 : Der Hampelmann
- 1931 : City of Song
- 1931 : Der Mann, der den Mord beging
- 1931 : Ma cousine de Varsovie (Meine Cousine aus Warschau) de Carmine Gallone
- 1931 : Wer nimmt die Liebe ernst...
- 1931 : Son Altesse l'amour
- 1931 : Le Chanteur inconnu de Victor Tourjansky
- 1932 : Un peu d'amour de Hans Steinhoff
- 1932 : L'Homme qui ne sait pas dire non
- 1932 : Raspoutine
- 1932 : Cœur de lilas, d'Anatole Litvak
- 1932 : Gitta entdeckt ihr Herz
- 1932 : Un fils d'Amérique de Carmine Gallone
- 1932 : Die - oder keine
- 1932 : Scampolo, ein Kind der Straße de Hans Steinhoff
- 1932 : Das Abenteuer der Thea Roland
- 1933 : Ciboulette de Claude Autant-Lara
- 1933 : Le Parfait Accord (Perfect Understanding) de Cyril Gardner
- 1933 : Ich will Dich Liebe lehren
- 1933 : Johannisnacht
- 1933 : Cette vieille canaille d'Anatole Litvak
- 1933 : Le Voleur de Maurice Tourneur
- 1934 : Amok de Fedor Ozep
- 1934 : Ces messieurs de la Santé de Pierre Colombier
- 1934 : Ich heirate meine Frau
- 1934 : The Iron Duke
- 1934 : L'Homme qui en savait trop (The Man Who Knew Too Much) d'Alfred Hitchcock
- 1935 : Me and Marlborough (en) de Victor Saville
- 1935 : The Passing of the Third Floor Back de Berthold Viertel
- 1935 : Der höhere Befehl
- 1936 : Cheer Up
- 1936 : Le Lys brisé (Broken Blossoms)
- 1936 : She Knew What She Wanted
- 1936 : Spy of Napoleon
- 1936 : Dusty Ermine de Bernard Vorhaus
- 1936 : Man in the Mirror
- 1937 : Le Mensonge de Nina Petrovna de Victor Tourjansky
- 1938 : Le Puritain de Jeff Musso
- 1938 : La Maison du Maltais de Pierre Chenal
- 1938 : Lumières de Paris de Richard Pottier
- 1938 : Tarakanowa de Fédor Ozep et Mario Soldati
- 1938 : Le Drame de Shanghaï de Georg Wilhelm Pabst
- 1938 : La Bête humaine de Jean Renoir
- 1939 : Le Corsaire de Marc Allégret (film inachevé)
- 1939 : Louise d'Abel Gance
- 1939 : Le jour se lève de Marcel Carné
- 1939 : Monsieur Brotonneau d'Alexander Esway
- 1940 : De Mayerling à Sarajevo de Max Ophüls
- 1947 : Monsieur Verdoux de Charlie Chaplin
- 1962 : It Happened in Athens de Andrew Marton